# Flens kyrka
Flens kyrka är en kyrkobyggnad som tillhör Flen, Helgesta-Hyltinge församling i Strängnäs stift. Kyrkan ligger utmed riksväg 55 och 57 i södra delen av samhället Flen.

## Kyrkobyggnaden
Kyrkans äldsta delar är från 1200-talet och byggnaden var då en låg långhuskyrka, sannolikt med lågt trätak. Ingången var i byggnadens sydvästra hörn. Kyrkan var försedd med en sakristia i norr och ett enkelt vapenhus i söder, sannolikt i trä. Det senare revs omkring 1740.
Koret tillkom under 1600-talet, sannolikt 1664 att döma av ett årtal på en bjälke i kortaket. Koret byggdes och finansierades av Brita Ribbing-Rosenhane, gift med Johan Rosenhane till Stenhammars slott. I gravkoret ligger de båda begravda tillsammans med sin son Linnert Rosenhane. År 1722 beräknade man att byggnationen av koret kostat omkring 2000 riksdaler.
År 1746 byggdes en ny sakristia. Bygget betalades av grevinnan Ebba Charlotta Douglas, också Stenhammar. Alla frakter skulle utföras gratis av traktens bönder som dock vägrade på grund av den dåliga svenska ekonomin, främst till följd av Hattarnas ryska krig 1741–1743.
Åren 1795–1798 uppfördes så kyrkans torn eftersom den tidigare klockstapeln hade blivit alltmer fallfärdig. Initiativet kom från baron Gabriel Falkenberg på Stenhammar. Då tornet färdigställts murade man igen den gamla ingången i sydväst. År 1818 bytte man takspånen på kyrktaket mot tegel och 1894 byttes det mot rödmålad plåt. Plåttaket målades svart 1930.

## Interiör
Kyrkans valv är av en speciell typ kallad "gubbvalv". Det är murarmästaren som lekt med valvstrålarnas form så att de bildar groteska figurer. Liknande valv finns i Bettna, Vrena, Halla kyrkor och i Vårfrukyrkan i Enköping. Den sistnämnda kyrkans valv byggdes av Anders murmästare 1489 och det är inte orimligt att anta att han även byggt om Flens kyrka.
Under 1640-talet förenklades den tidigare tämligen enkla kyrkans interiör högst märkbart genom två kyrkomålares försorg. Den förste, Nils i Tunatorp, var en god bondemålare som bland annat använde gamla kopparstick som förlaga, vilket gör att målningarna i vissa delar kan te sig äldre (ca 1570) än vad de är. Valvet i öster gjordes sannolikt 1645 och betalades av godsherren på Stenhammar. Valvets motiv är ur Nya Testamentet. Mäster Nils har även dekorerat Hyltinge kyrka ca 1644. Den andre kyrkomålaren, som dekorerade det västra valvet, är okänd. Hans motiv föreställer profeterna Jona, Obadja, Hosea, Nahum, Amos, Joel och Mika.
Altaret utsmyckades 1793 och föreställer Jesu korsnedtagning. Konstnären är okänd, men ramverket är tillverkat av fabrikören C. Fr. Beurling i Norrköping.

## Orgel
- 1842 bygger Pehr Gullbergsson, Lillkyrka en orgel med 7 stämmor.
- 1924 bygger Olof Hammarberg, Göteborg en orgel med 11 stämmor, två manualer och pedal.
- 1966 bygger Magnus Fries, Sparreholm en orgel med 21 stämmor, två manualer och pedal. Den Gullbergssonska fasaden utökas på sidorna.
- Den nuvarande orgeln är byggd 1981 av Åkerman & Lund Orgelbyggeri, Knivsta. Orgeln är mekanisk och båda manualerna har gemensamt svällverk- Det finns även en gemensam tremulant för båda manualerna. Fasaden är från 1842 års orgel.Tillbyggnaderna från 1966 avlägsnades och orgelfasaden återställdes i sitt ursprungliga skick.

| Manual I     | Manual II   | Manual I/II         | Pedal       | Koppel |
| Bordon 16´   | Rörflöjt 8´ | Quintadena 4'       | Subbas 16´  | I/P    |
| Principal 4´ | Fugara 8´   | Tvärflöjt 2'        | Flöjtbas 8´ | II/P   |
| Coppula 4´   | Flöjt 4´    | Sedecima 1'         | Fagott 16´  | II/I   |
|              |             | Sesquialtera 2 chor |             |        |
|              |             | Mixtur 3 chor       |             |        |
|              |             | Oboe 8'             |             |        |

## Restaureringar
Restaureringar har bland annat genomförts 1746, på 1880-talet och 1966. 1966 års restaureringsarkitekt var Ragnar Jonsson.

## Inventarier
Kyrkans storklocka göts 1718 av klockgjutaren Erik Näsman i Sköldinge. Lillklockan köptes in 1807 och är gjuten av I. F. Bremer i Stockholm. Kyrkan har haft ett par äldre klockor varav den ena sprack 1688. 
En äldre altarprydnad finns delvis kvar och föreställer Nådastolen. Den har förmodligen varit en del av ett altarskåp och finns nu i den nisch som utmärker den gamla ingången i sydväst. Bredvid nischen hänger korset till ett triumfkrucifix från 1300-talet. Predikstolen är en gåva av Brita Ribbing-Rosenhane i samband med färdigställandet av gravkoret. Den är daterad 1664 och var från början svart och vit. Under ca 150 år hade den färgsättningen blå-gulvit innan den återställdes vid en stor renovering av kyrkan år 1966.
Dopfunten är en typiskt sörmländsk stenfunt och är daterad till 1100-talet. Vid restaureringen 1746 gjorde man en ny bänkinredning som dock ersattes 1966. Kyrksilvret ersatte det silver som stals vid ett inbrott år 1822. Brukspatron Söderberg på Stenhammar bekostade året efter en kalk, patén och en oblatask till minne av sin dotter Fredrika Matilda Söderberg som avlidit, 15 år gammal, samma år. Det enda föremål som inte stulits var ett sockenbudstyg, tillverkat 1799 av J. J. Ulfsberg i Nyköping. En ljuskrona av grönmålat järnsmide är sannolikt från senmedeltiden.

## Bildgalleri

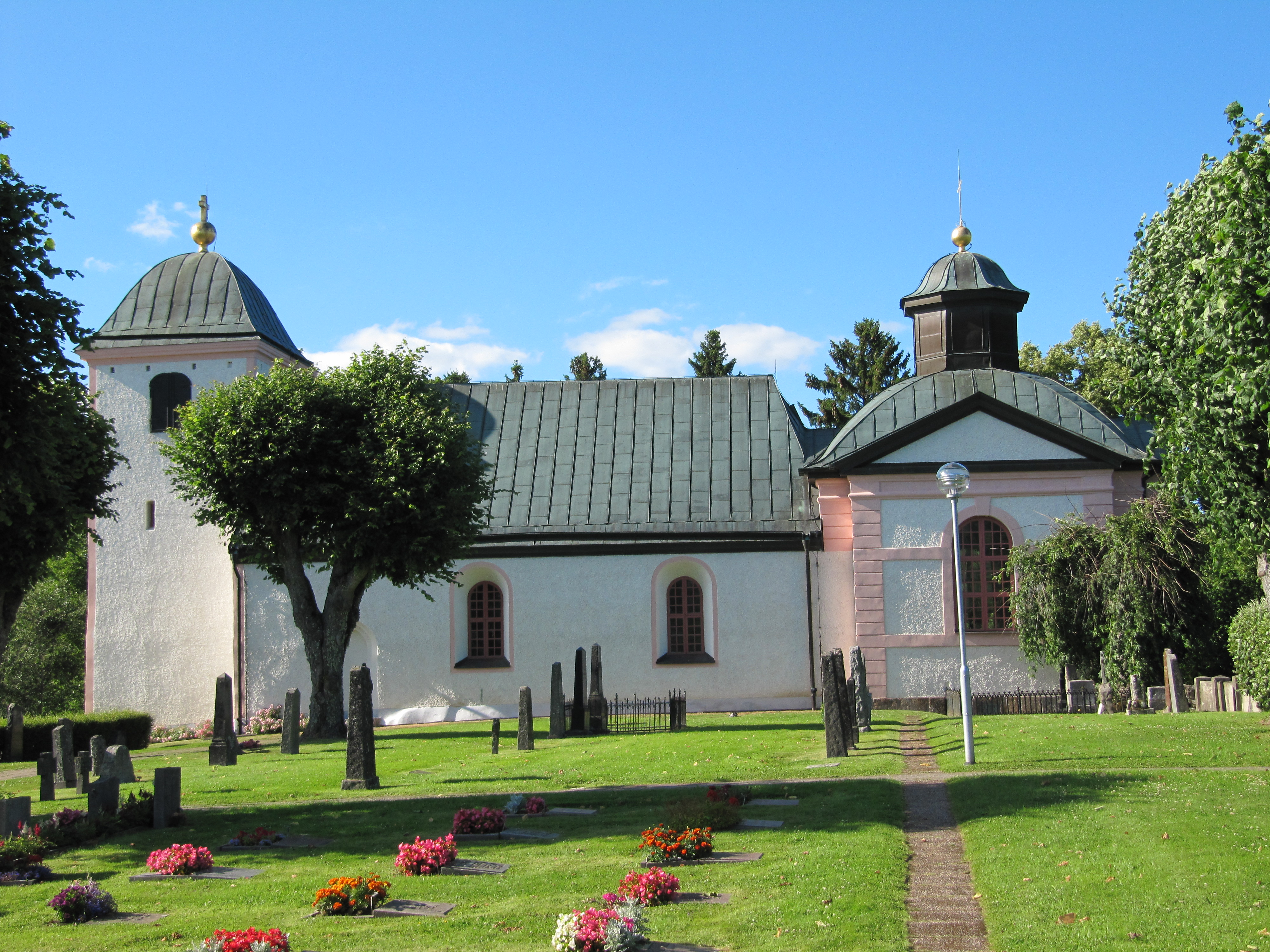
Kyrkan från söder
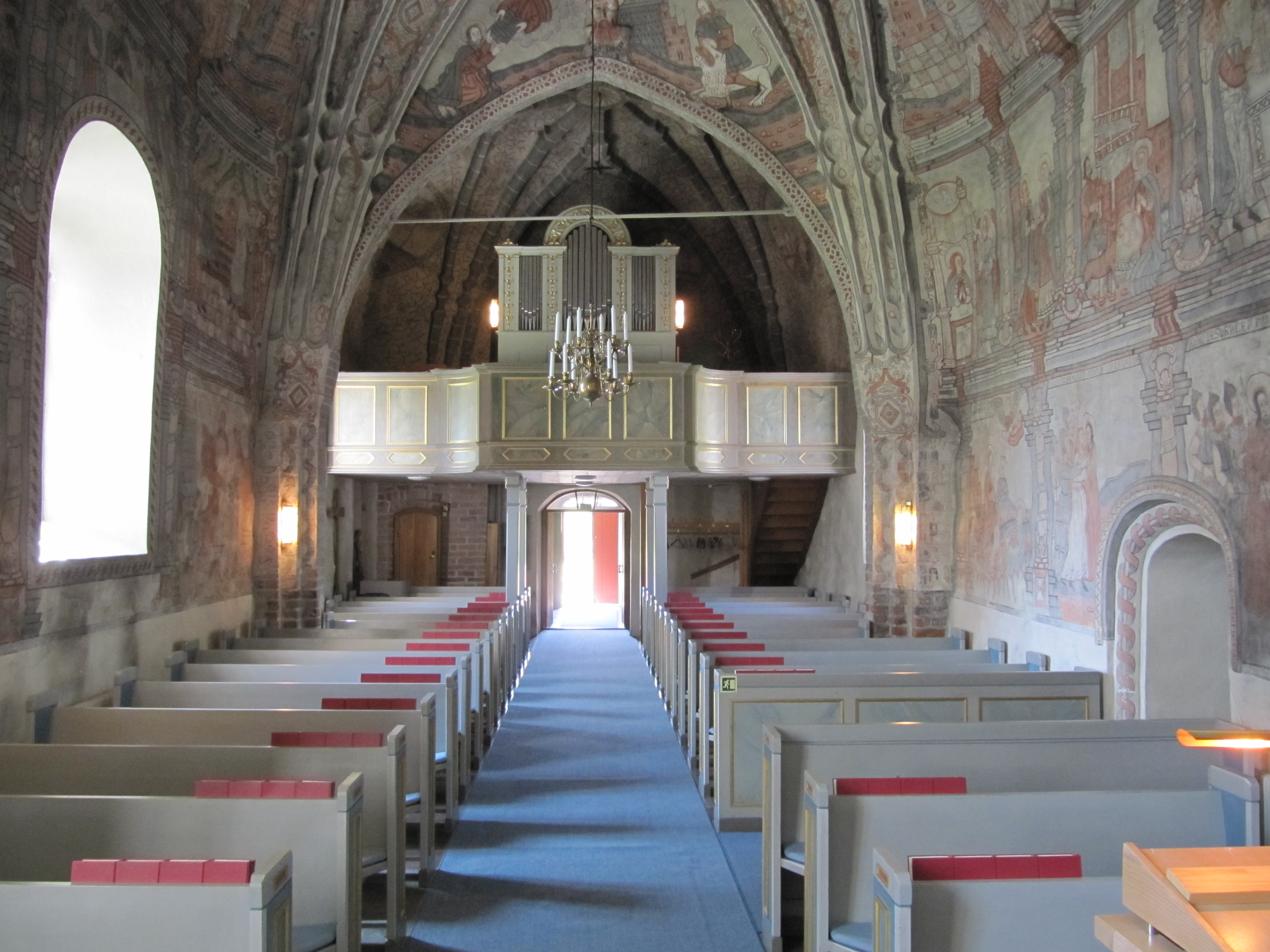
Kyrkorum mot väster
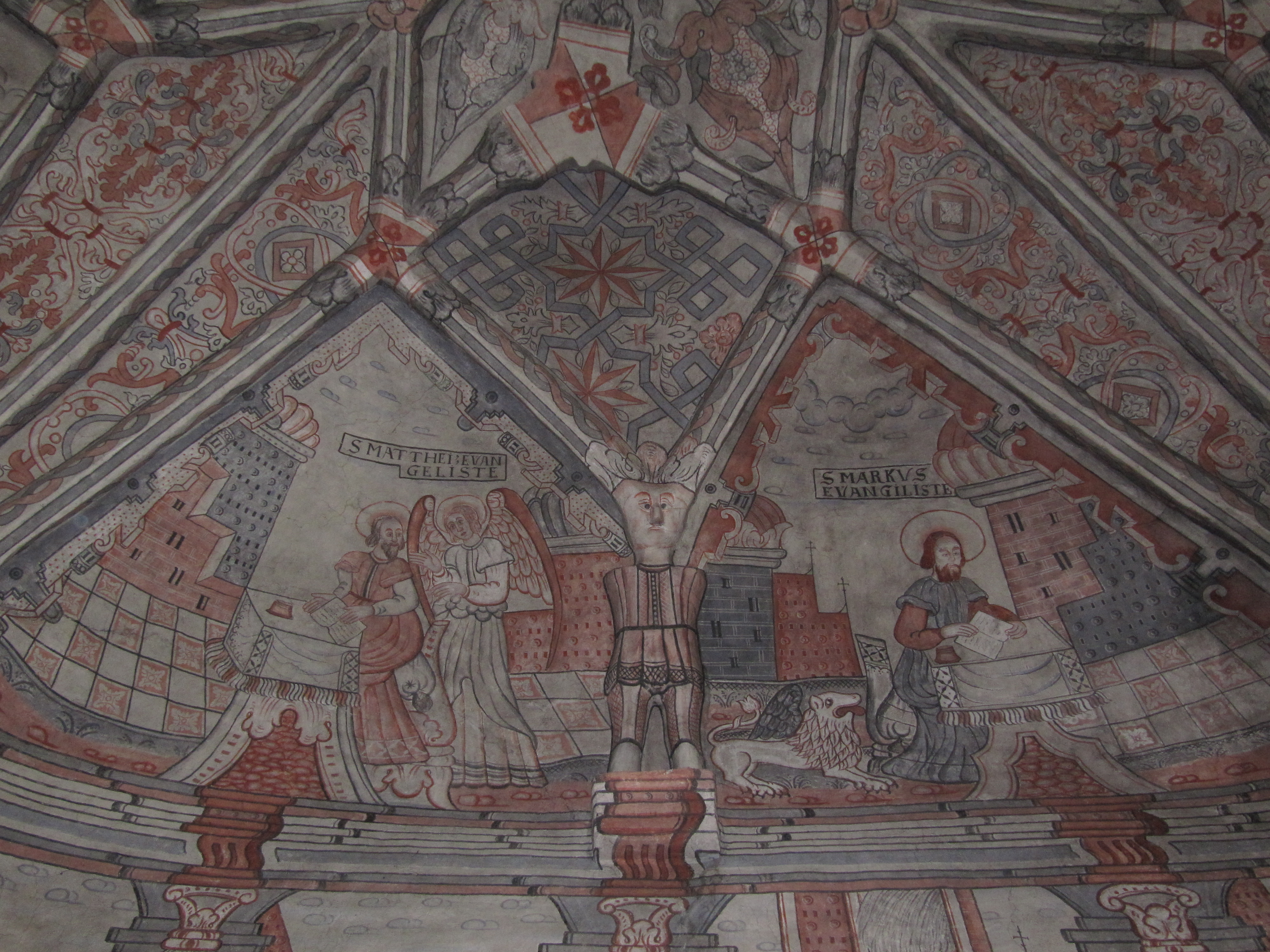
Gubbvalv
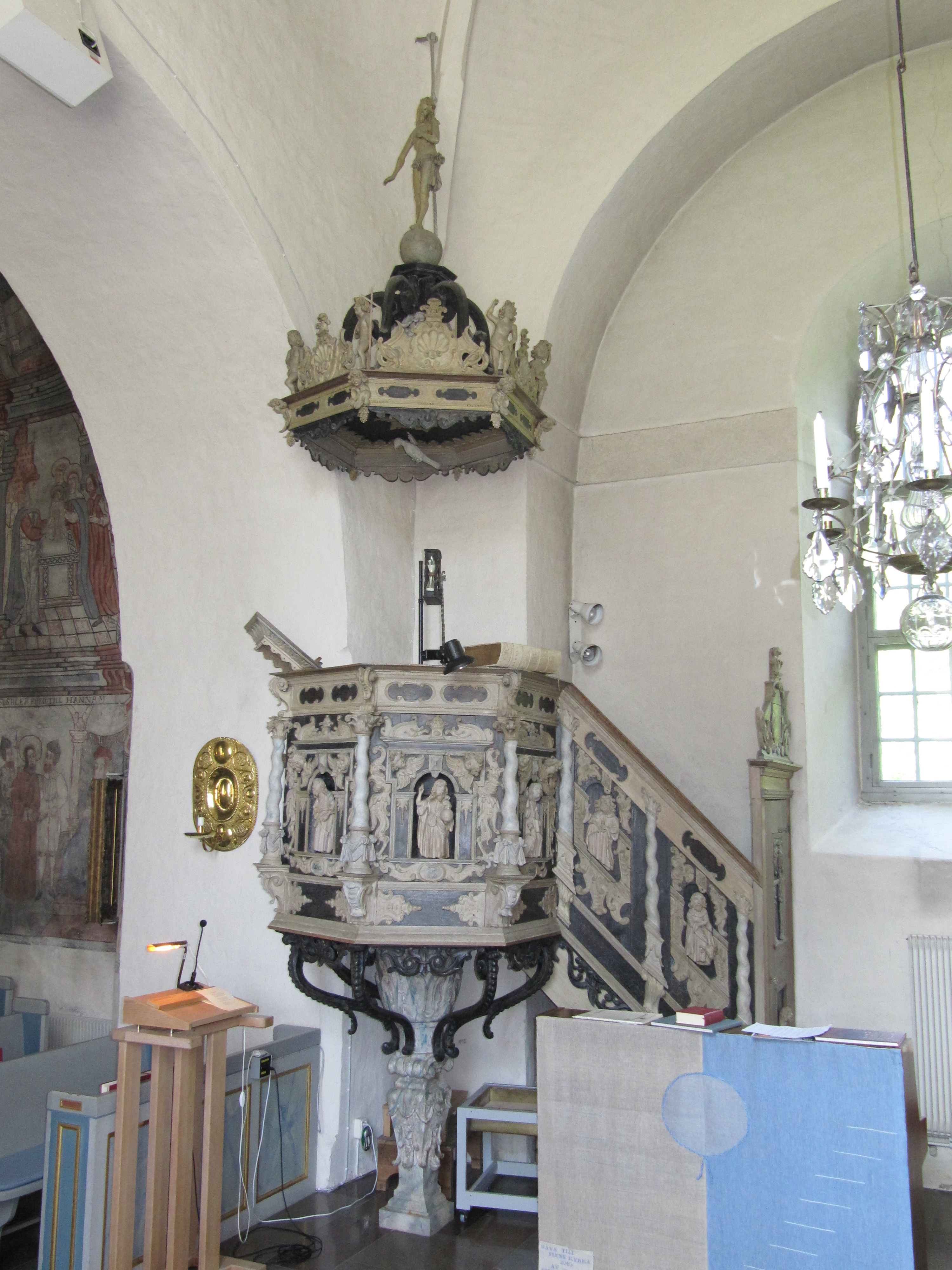
Predikstol
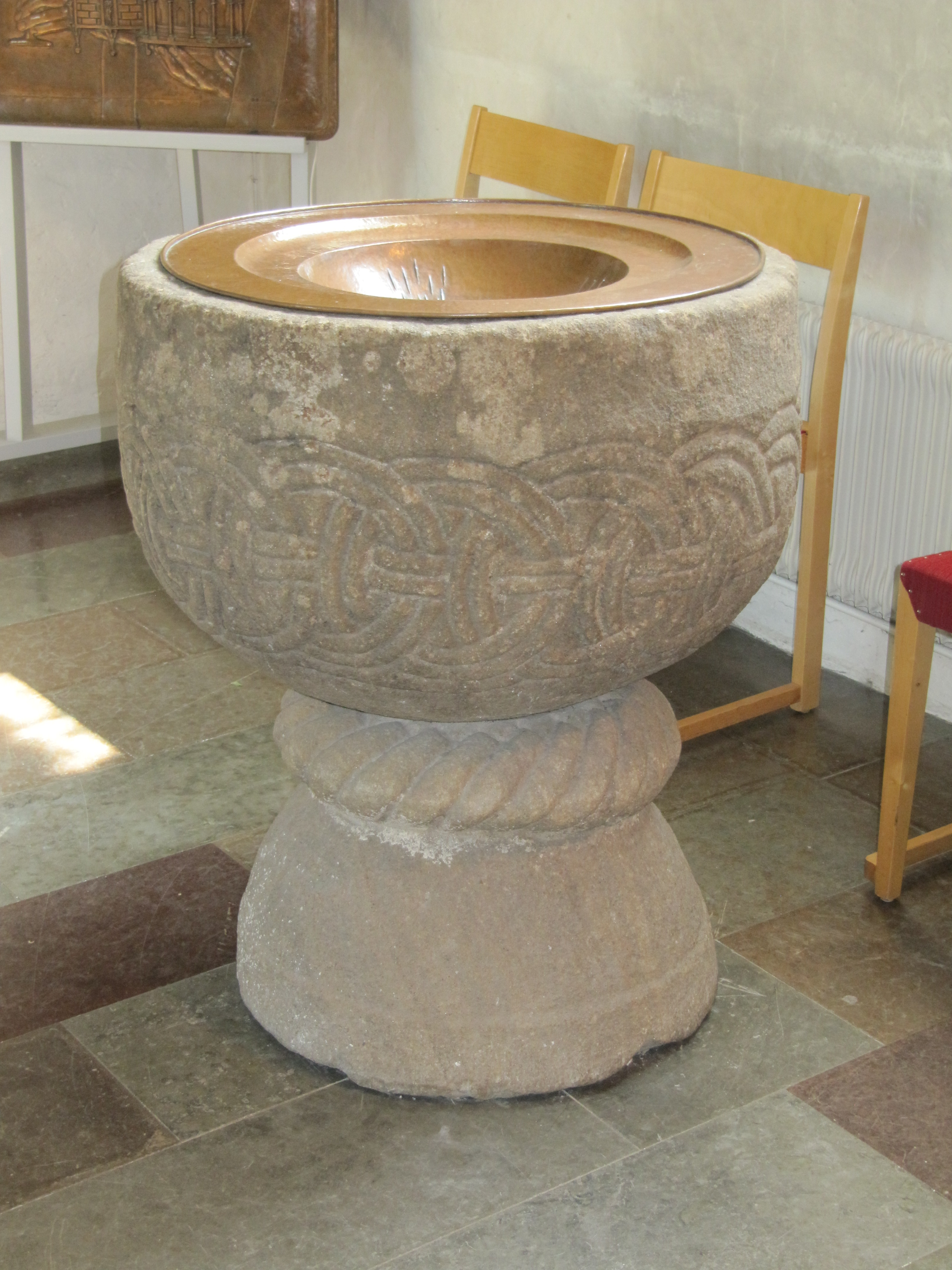
Dopfunt

### Webbkällor
- byggnadspresentation